# Turzno (powiat aleksandrowski)
Turzno – wieś w Polsce położona w województwie kujawsko-pomorskim, w powiecie aleksandrowskim, w gminie Raciążek.

## Podział administracyjny
W latach 1975–1998 miejscowość należała administracyjnie do województwa włocławskiego.

## Demografia
Według Narodowego Spisu Powszechnego (2021 r.) Turzno liczyło 277 mieszkańców. Jest trzecią co do wielkości miejscowością gminy Raciążek.